# Wykaz Rektorów i Prorektorów Politechniki Warszawskiej
Wykaz Rektorów i Prorektorów PW

## Wykaz Rektorów i Prorektorów PW

### Lata 2020–2028[1][2]
Rektor Politechniki Warszawskiej: prof. dr hab. inż. Krzysztof Zaremba 
- Prorektor ds. Nauki: prof. dr hab. inż. Mariusz Malinowski
- Prorektor ds. Ogólnych: prof. dr hab. inż. Mirosław Karpierz
- Prorektor ds. Rozwoju: prof. dr hab. inż. Adam Woźniak
- Prorektor ds. Studenckich: prof. dr hab. inż. Robert Zalewski
- Prorektor ds. Studiów: prof. dr hab. inż. arch. Jan Słyk
- Prorektor ds. Filii w Płocku: dr hab., prof. uczelni Renata Walczak

### Lata 2016-2020
Rektor Politechniki Warszawskiej: prof. dr hab. inż. Jan Szmidt
- Prorektor ds. Nauki: prof. dr hab. inż. Rajmund Bacewicz
- Prorektor ds. Ogólnych: prof. dr hab. inż. Wojciech Wawrzyński
- Prorektor ds. Rozwoju: prof. dr hab. inż. Stanisław Wincenciak
- Prorektor ds. Studenckich: prof. nzw. dr hab. inż. Janusz Walo
- Prorektor ds. Studiów: prof. dr hab. inż. Krzysztof Lewenstein
- Prorektor ds. Szkoły Nauk Technicznych i Społecznych w Płocku: prof. dr hab. inż. Janusz Zieliński

### Lata 2012-2016
Rektor Politechniki Warszawskiej: prof. dr hab. inż. Jan Szmidt
- Prorektor ds. Nauki: prof. dr hab. Rajmund Bacewicz
- Prorektor ds. Ogólnych: prof. dr hab. inż. Zbigniew Kledyński
- Prorektor ds. Rozwoju: prof. dr hab. inż. Stanisław Wincenciak
- Prorektor ds. Studenckich: prof. dr hab. inż. Władysław Wieczorek
- Prorektor ds. Studiów: prof. dr hab. inż. Krzysztof Lewenstein
- Prorektor ds. Szkoły Nauk Technicznych i Społecznych w Płocku: prof. dr hab. inż. Janusz Zieliński

### Lata 2008-2012
Rektor Politechniki Warszawskiej: prof. dr hab. inż. Włodzimierz Kurnik
- Prorektor ds. Nauki: prof. dr hab. inż. Tadeusz Kulik
- Prorektor ds. Ogólnych: prof. nzw. dr hab. inż. Roman Gawroński
- Prorektor ds. Studenckich: prof. dr hab. inż. Władysław Wieczorek
- Prorektor ds. Studiów: prof. dr hab. Franciszek Krok
- Prorektor ds. Szkoły Nauk Technicznych i Społecznych w Płocku: prof. dr hab. inż. Jacek Kijeński[3]

### Lata 2005-2008
Rektor Politechniki Warszawskiej: prof. dr hab. inż. Włodzimierz Kurnik
- Prorektor ds. Nauki: prof. dr hab. inż. Tadeusz Kulik
- Prorektor ds. Ogólnych: prof. nzw. dr hab. inż. Roman Gawroński
- Prorektor ds. Studenckich: prof. nzw. dr hab. inż. Andrzej Jakubiak
- Prorektor ds. Studiów:  prof. dr hab. Franciszek Krok
- Prorektor ds. Szkoły Nauk Technicznych i Społecznych w Płocku: prof. nzw. dr hab. inż. Jacek Kubissa[4]

### Lata 2002-2005
Rektor Politechniki Warszawskiej: prof. dr hab. inż. Stanisław Mańkowski
- Prorektor ds. Nauki: prof. dr hab. inż. Piotr Wolański
- Prorektor ds. Ogólnych: prof. dr hab. inż. Włodzimierz Kurnik
- Prorektor ds. Studenckich: prof. dr hab. inż. Andrzej Jakubiak
- Prorektor ds. Studiów: prof. dr hab. inż. Lech Czarnecki
- Prorektor ds. Szkoły Nauk Technicznych i Społecznych w Płocku: prof. dr hab. inż. Janusz Zieliński[5]

### Lata 1999-2002
Rektor Politechniki Warszawskiej: prof. dr hab. inż. Jerzy Woźnicki
- Prorektor ds. Nauki: prof. dr inż. Stanisław Bolkowski
- Prorektor ds. Ogólnych: prof. dr hab. inż. Włodzimierz Kurnik
- Prorektor ds. Rozwoju: prof. nzw. dr hab. inż. Roman Gawroński
- Prorektor ds. Studiów i Studentów: prof. nzw. dr hab. Mirosław Mojski
- Prorektor ds. Szkoły Nauk Technicznych i Społecznych w Płocku: prof. dr hab. inż. Janusz Zieliński[6]

### Lata 1996-1999
Rektor Politechniki Warszawskiej: prof. dr hab. inż. Jerzy Woźnicki
- Prorektor ds. Nauki: prof. dr hab. inż. Władysław Włosiński
- Prorektor ds. Nauczania: prof. dr inż. Stanisław Bolkowski
- Prorektor ds. Ogólnych: prof. nzw. dr hab. Mirosław Mojski
- Prorektor ds. Studenckich: prof. dr hab. inż. Krzysztof Jan Kurzydłowski
- Prorektor ds. Ośrodka Naukowo-Dydaktycznego w Płocku:  prof. nzw. dr hab. inż. Jacek Kubissa[7]

### Lata 1990-1996
Rektor Politechniki Warszawskiej: prof. dr hab. inż. Marek Dietrich
- Prorektor ds. Nauki: prof. dr hab. inż. Władysław Włosiński
- Prorektor ds. Nauczania: prof. dr hab. inż. Marek Witkowski
- Prorektor ds. Ogólnych: prof. dr hab. inż. Andrzej Filipkowski
- Prorektor ds. Studenckich: prof. dr hab. inż. Krzysztof Jan Kurzydłowski
- Prorektor ds. Ośrodka Naukowo-Dydaktycznego w Płocku: prof. nzw. dr hab. inż. Jacek Kubissa[8]

### Lata 1988-1990
Rektor Politechniki Warszawskiej: prof. dr inż. Marek Roman
- Prorektor ds. Nauki: prof. dr hab. Roman Gutowski
- Prorektor ds. Nauczania: dr hab. Leszek Dobrzański
- Prorektor ds. Ogólnych: prof. dr hab. Bogdan Galwas
- Prorektor ds. Studenckich: prof. dr hab. Zdobysław Flisowski
- Prorektor ds. Ośrodka Naukowo-Dydaktycznego w Płocku: prof. dr hab. Józef Kwiatkowski[9]

### Lata 1985-1988
Rektor Politechniki Warszawskiej: prof. dr hab. Zbigniew Grabowski
- Prorektor ds. Nauczania: prof. dr hab. inż. Marek Dietrich
- Prorektor ds. Ogólnych:  prof. dr hab. Stefan Wojciechowski
- Prorektor ds. Nauki: prof. dr hab. Zbigniew Ciok
- Prorektor ds. Ośrodka Naukowo-Dydaktycznego w Płocku: prof. dr Józef Kwiatkowski[10]

### Lata 1981-1985
Rektor Politechniki Warszawskiej: prof. dr hab. inż. Władysław Findeisen
- Prorektor: prof. dr inż. Henryk Bernacki
- Prorektor: prof. dr hab. inż. Marek Dietrich
- Prorektor: prof. dr hab. Wiesław Kawecki
- Prorektor: prof. dr hab. Zdzisław Marciniak
- Prorektor: prof. dr hab. Stefan Wojciechowski[11]

### Lata 1973-1981
Rektor Politechniki Warszawskiej: prof. dr hab. Stanisław Pasynkiewicz od 1 lipca 1973 roku
- I Zastępca Rektora, Prorektor : prof. dr hab. Jerzy Rżysko od 1 września 1974 roku[12]
- Prorektor ds. Nauczania: doc. dr hab. Zdzisław Adamczewski
- Prorektor ds. Nauczania: Stanisłąw Sławiński do 1978 roku
- Prorektor ds. Nauki: prof. dr hab. Alfred Świt od 1978 roku
- Prorektor ds. Nauki: prof. nadzw. dr hab. inż. Zbigniew Osiński do 1978 roku
- Prorektor ds. Studenckich: doc. dr Jerzy Ruszkiewicz od 1 września 1974 roku[12]
- Prorektor ds. Studenckich: Tadeusz Nejman do 30 sierpnia 1974 roku[12]
- Prorektor ds. Ośrodka Naukowo-Dydaktycznego w Płocku: doc. dr Andrzej Bukowski[13] od 1 czerwca 1974 roku[12]

### Lata 1970-1973[12]
Rektor Politechniki Warszawskiej: Mieczysław Łubiński do 30 czerwca 1973 roku.
- Prorektor: Michał Godlewski do 31 maja 1972 roku
- Prorektor: Andrzej Jaszczyński
- Prorektor: prof. zw. dr hab. inż. Tadeusz Kaczorek
- Prorektor: Tadeusz Nejman od 1 czerwca 1972 roku
- Prorektor: Bogumił Staniszewski
- Prorektor: Alfred Henryk Świt[13]

### Lata 1969-1970[12]
Rektor Politechniki Warszawskiej: Antoni Kiliński (od 15 lutego 1969).
- Prorektor: Henryk Leśniok
- Prorektor: Mieczysław Łubiński
- Prorektor: Jan Różycki
- Prorektor: Jerzy Rżysko
- Prorektor: Bogumił Staniszewski[13]

### Lata 1965-1969[12]
Rektor Politechniki Warszawskiej: Dionizy Smoleński do 15 lutego 1969.
- Prorektor: Tadeusz Puff (od 1 sierpnia 1966)
- Prorektor: Jan Różycki
- Prorektor: Michał Skarbiński
- Prorektor: Henryk Śmigielski[13]

### Lata 1959-1965[14]
Rektor Politechniki Warszawskiej: Jerzy Bukowski

#### 1962/3-1964/5
- Prorektor: Kazimierz Kolbiński
- Prorektor: Stanisław Król
- Prorektor: Jan Różycki[15]

#### 1959/60 – 1961/2
- Prorektor: Eugeniusz Hildebrandt
- Prorektor:  Kazimierz Kolbiński
- Prorektor:  Janusz Tymowski

### Lata 1956-1959[14]
Rektor Politechniki Warszawskiej: Władysław Araszkiewicz od 1 grudnia 1956.
- Prorektor Zastępca Rektora: Stanisław Kuhn
- Prorektor ds. Komisji Senackich: Juliusz Hackel
- Prorektor ds. Dydaktyki: Zygmunt Boretti
- Prorektor ds. Dydaktyki: Eugeniusz Hildebrandt
- Prorektor ds. Studiów Zaocznych i Specjalnych: Zdzisław Pogonowski
- Prorektor ds. Nauki: Witold Szymanowski
- Prorektor ds. Nauki: Aleksander Uklański[15]

### Lata 1954-1956[14]
Rektor Politechniki Warszawskiej: Aleksander Julian Dyżewski od 1 lipca 1954 do 30 listopada 1956.

#### 1955/56 (do 30 listopada 1956)
- Prorektor: Władysław Araszkiewicz
- Prorektor: Bronisław Bochenek
- Prorektor: Eugeniusz Hildebrandt
- Prorektor: Stanisław Król
- Prorektor: Jerzy Mutermilch
- Prorektor: Zdzisław Pogonowski
- Prorektor: Jan Różycki

1954/55
- Prorektor: Władysław Araszkiewicz
- Prorektor: Bronisław Bochenek
- Prorektor: Stanisław Król
- Prorektor: Jerzy Mutermilch
- Prorektor: Zdzisław Pogonowski
- Prorektor: Jan Różycki
- Prorektor: Stanisław Ryżko
- Prorektor: Kazimierz Zembrzuski[15]

### Lata 1953-1954[14]
- Rektor Politechniki Warszawskiej: Jerzy Bukowski do 31 grudnia 1953 roku.
- p.o. Rektor Politechniki Warszawskiej: Władysław Araszkiewicz od 1 stycznia do 30 czerwca 1954 roku.
- Prorektor: Stanisław Król
- Prorektor: Jerzy Mutermilch
- Prorektor: Witold Szymanowski[15]

### Lata 1952-1953[14]
Rektor Politechniki Warszawskiej: Jerzy Bukowski
- Prorektor: Władysław Araszkiewicz[15]
- Prorektor: Witold Szymanowski
- Prorektor: Bronisław Bochenek do 15 lutego 1953
- Prorektor: Stanisław Król od 15 lutego 1953
- Prorektor: Jerzy Mutermilich

### Lata 1945-1952[14]
Rektor Politechniki Warszawskiej: Edward Warchałowski

#### 1951/2
- Prorektor: Jerzy Bukowski
- Prorektor: Ignacy Malecki

#### 1948/9-1950/1
- Prorektor: Stefan Straszewicz

#### 1946/7-1947/8
- Prorektor: Zdzisław Mączeński

#### 1945/6
- Prorektor: Lech Niemojewski[15]

### Lata 1945-1945[14]
- p.o. Rektor Politechniki Warszawskiej z tymczasową siedzibą w Lublinie: Władysław Kuczewski od 10 stycznia 1945 do 1 czerwca1945.
- p.o. Rektor Politechniki Warszawskiej z tymczasową siedzibą w Lublinie: Antoni Ponikowski od 1 czerwca 1945.

### Lata 1942-1945[14]
- p.o. Rektor Politechniki Warszawskiej: Stefan Straszewicz od listopada 1942.
- Prorektor: vaccat.

### Lata 1939-1942[14]
Rektor Politechniki Warszawskiej: Kazimierz Drewnowski do listopada 1942.
- Prorektor: Stefan Straszewicz[15]

### Lata 1936–1939[14]

#### 1938/9
Rektor Politechniki Warszawskiej: Józef Zawadzki
- Prorektor: Stefan Straszewicz[17]

#### 1936/7-1937/8
- Prorektor: Marian Lalewicz[18]

### Lata 1933-1936[14]

#### 1935/6
Rektor Politechniki Warszawskiej: Edward Warchałowski
- Prorektor: Marian Lalewicz[19]

#### 1933/4-1934/5
- Prorektor: Wiesław Chrzanowski[20]

### Lata 1932-1933[14]
Rektor Politechniki Warszawskiej: Wiesław Chrzanowski
- Prorektor: Andrzej Pszenicki[21]

### Lata 1929-1932[14]
Rektor Politechniki Warszawskiej: Andrzej Pszenicki
- Prorektor: Wojciech Alojzy Świętosławski[22]

### Lata 1928-1929[14]
Rektor Politechniki Warszawskiej: Wojciech Alojzy Świętosławski
- Prorektor: Ludwik Szperl[23]

### Lata 1926-1928[14]
Rektor Politechniki Warszawskiej: Ludwik Szperl
- Prorektor: Czesław Skotnicki[24]

### Lata 1924-1926[14]
Rektor Politechniki Warszawskiej: Czesław Skotnicki
- Prorektor: Antoni Ponikowski[25]

### Lata 1923–1924[14]
Rektor Politechniki Warszawskiej: Antoni Ponikowski
- Prorektor: Leon Staniewicz[25]

### Lata 1921-1923[14]
Rektor Politechniki Warszawskiej: Leon Staniewicz od 15 października 1921.
- Prorektor: Ignacy Radziszewski[26]

### Lata 1921-1922[14]
Rektor Politechniki Warszawskiej: Antoni Ponikowski do 5 października 1921.
- Prorektor: Ignacy Radziszewski[26]

### Lata 1919–1921
Rektor Politechniki Warszawskiej: Ignacy Radziszewski
- Prorektor: Jan Zawidzki[27]

### Lata 1918–1919[14]
Rektor Politechniki Warszawskiej: Jan Zawidzki
- Prorektor: Zygmunt Straszewicz
- Syndyk: Stanisław Garlicki[27]

### Lata 1917–1918[14]
Rektor Politechniki Warszawskiej: Stanisław Patschke do 8 grudnia 1917 roku. Od 18 stycznia 1918 roku Jan Zawidzki.
- Prorektor: Zygmunt Straszewicz
- Syndyk:  Jan Zawidzki[28]

#### 1916/7
Rektor Politechniki Warszawskiej: Stanisław Patschke
- Prorektor: Juljan Braun

Syndyk: Józef Wierusz-Kowalski

### Lata 1915-1916[14]
Rektor Politechniki Warszawskiej:  prof. inż  Zygmunt Straszewicz
- Prorektor: Juljan Braun
- Syndyk: Józef Wierusz-Kowalski[29]